# Mâtin Belge
För andra betydelser, se Mastiff (olika betydelser).
Mâtin Belge är en hundras från Belgien. Mastiffer har traditionellt använts som draghundar i Belgien. Under första världskriget började de användas för att dra vagnar med kulsprutor. I och med mekaniseringen av försvaret kom detta ur bruk och de belgiska mastifferna blev alltmer ovanliga. I början av 1960-talet var de så gott som försvunna. År 2000 påbörjades en rekonstruktion. Rasen är inte erkänd av Fédération Cynologique Internationale (FCI)  men är erkänd av den belgiska kennelklubben Société Royale Saint-Hubert (SRSH).